# Torpedo adenensis
El torpedo del golfo de Adén o torpedo de Adén (Torpedo adenensis ) es una especie poco conocida de raya eléctrica de la familia Torpedinidae, aparentemente endémica del este del golfo de Adén, cerca de la costa de Yemen. Crece 41 cm (16,1 plg) largo, tiene un disco de aleta pectoral casi circular y una cola corta y gruesa con dos aletas dorsales y una aleta caudal bien desarrollada. Se caracteriza por su coloración dorsal rojiza, que a diferencia de especies relacionadas carece de marcas adicionales. La Unión Internacional para la Conservación de la Naturaleza (UICN) ha evaluado el torpedo del Golfo de Adén como una especie en peligro de extinción, citando su área de distribución extremadamente pequeña y la intensa pesca de arrastre de camarón que se produce en la región.

## Taxonomía
Los primeros especímenes del torpedo del Golfo de Adén fueron recolectados en 1989 por el antiguo barco de investigación soviético Stefanov y descritos como una nueva especie por Marcelo R. de Carvalho, MFW Stehmann y LG Manilo en una edición de 2002 de la revista científica American Museum Novitates.
El epíteto específico adenensis se refiere únicamente a la región donde se ha encontrado. El ejemplar tipo es un macho adulto de 41 cm de largo. Esta especie pertenece al subgénero Torpedo, pero es única por tener colores sencillos. Parece estar más estrechamente relacionado con el torpedo leopardo ( T. panthera ), con el que comparte una aleta distintiva en las puntas de las pinzas . 

## Distribución y hábitat
Posiblemente endémico en el este del Golfo de Adén, el torpedo del Golfo de Adén ha sido capturado a profundidades de entre 26 y 140 m (85,3 y 459,3 pies) en tres lugares cercanos frente a la costa de Yemen. 

## Descripción
Tiene un disco de aleta pectoral grueso, casi circular, más ancho que largo, con un margen anterior casi recto. Los ojos son bastante pequeños e inmediatamente seguidos por espiráculos grandes y redondos; cada uno con un borde sutilmente elevado que lleva una serie de pequeñas papilas en forma de protuberancias a lo largo del margen posterior. Las fosas nasales están rodeadas de pliegues, y entre ellas tienen una cortina de piel corta y ancha que llega hasta la boca. Los dientes están dispuestos en un patrón quincunx y en número de 33 – 47 filas en la mandíbula superior y de 32 – 39 filas en la mandíbula inferior. Cada diente tiene una única cúspide afilada. Hay cinco hendiduras branquiales curvas. 
La cola es corta y robusta, y tiene sutiles pliegues laterales de piel a ambos lados. Los orígenes de las aletas pélvicas se encuentran ligeramente por debajo del margen posterior del disco. Las aletas pélvicas son bastante largas y estrechas; los machos tienen pinzas delgadas que tienen una solapa carnosa en la punta. La primera base de la aleta dorsal se encuentra aproximadamente sobre la segunda mitad de las bases de las aletas pélvicas. La segunda aleta dorsal es más pequeña y más angulada que la primera. Las aletas dorsales tienen ápices más redondeados en las hembras que en los machos. La aleta caudal es ancha y triangular, con esquinas bastante angulares y un margen posterior casi recto. La piel carece por completo de dentículos dérmicos. 
Esta especie es de color marrón rojizo a naranja en la parte superior, con un margen posterior pálido muy delgado en las aletas dorsal y caudal. La parte inferior es de color crema claro, con una coloración rojiza más oscura a lo largo de los márgenes de las aletas pectoral y pélvica, delineando las ampollas de Lorenzini y como manchas debajo de la cola. Un espécimen femenino tenía pequeñas manchas pálidas esparcidas por el disco, posiblemente artefactos de preservación. 
No se sabe prácticamente nada de la historia natural del torpedo del Golfo de Adén. Como otros miembros de su familia, tiene órganos eléctricos bien desarrollados para la defensa y quizá también para aturdir a las presas. Esta especie es presumiblemente vivípara aplacentaria como otras rayas eléctricas. Ambos sexos alcanzan la madurez sexual entre los 28 y los 40 cm de longitud.